# Крандиевская, Анастасия Романовна
Анастасия Романовна Крандиевская (урождённая Кузьмичёва; до замужества носила фамилию отчима — Тархова; 1866—1938) — писательница, жена издателя В. А. Крандиевского, мать поэтессы Натальи Крандиевской-Толстой и скульптора Надежды Крандиевской.

## Биография
Родилась в семье чиновника. Уже в возрасте 17 лет (1882) за Крандиевской на основании сведений о её политической неблагонадежности был установлен негласный надзор полиции в Ставрополе, который с незначительными перерывами продолжался и в Москве (до 1904). После окончания в Ставрополе Ольгинской женской гимназии (1883) вышла замуж за издателя В. А. Крандиевского (1884). Переехала с мужем в Москву, где поступила на историко-словесное отделение Высших женских курсов В. И. Герье. Проучилась на курсах только 2 года, поскольку была занята семьей, рождением и воспитанием детей. С начала 1890-х годов Крандиевские жили в доме своего близкого друга, издателя С. А. Скирмунта, издательство которого «Труд» было связано с большевиками. Дом Скирмунта и Крандиевских был одним культурных центров Москвы, где группировалась революционная интеллигенция и неизменно останавливался М. Горький, когда приезжал из Нижнего Новгорода. В 1900-е — 1910-е годы Крандиевская принимала участие в литературной и общественной жизни Москвы, посещала телешовские «среды».
В середине 1880-х годов Крандиевская опубликовала несколько небольших рассказов в журналах «Северный Кавказ», «Развлечение», «Русский курьер», которые прошли незамеченными. Регулярно начала печататься после публикации в «Русской мысли» повести «То было раннею весной» (1897), обратившей на себя внимание и давшее впоследствии название первому сборнику писательницы (1900). С тех пор напечатала ряд повестей и рассказов в «Русской мысли», «Жизни», «Русских Ведомостях», «Образовании», «Правде» и «Мире Божьем». Они собраны в книжках: «То было раннею весною» (2 изд., М., 1900 и 1905) и «Ничтожные» (М., 1905). Для народа в дешевых изданиях вышли брошюрками рассказы Крандиевской: «Для души», «На работу», «Только час», «Дочь народа». Повесть «То было раннею весною» переведена на французский язык, «Только час» (описание работы в каменноугольных шахтах) было издано в немецком переводе венской социал-демократической газетой «Arbeiter-Zeitung». 
Крандиевская — писательница вдумчивая, умеющая уловить общие черты времени. Талант её по преимуществу лирический; лучше всего её героям удаются разного рода излияния, почти всегда злобные, нервно-подавленные. Этим колоритным языком, часто переходящим в истерику, Крандиевская владеет прекрасно («Ничтожные», «Дочь народа» и др.). Общее настроение её творчества всецело вышло из сумеречной тоски Чехова, а общий фон рассказов — психология людей жестоко помятых жизнью вследствие того, что, при несомненно искреннем стремлении к идеалу, у них нет достаточно сил и глубины, чтобы безропотно сносить удары, неизбежно выпадающие на долю всякого борца. Создалось, по определению Крандиевской, «поколение нытиков, самогрызов, неврастеников, дегенератов, неверующих, мятущихся в поисках неведомого Бога, блуждающих в потемках противоречий, как в лесу дремучем». С искренностью настоящего таланта, у Крандиевской хватает мужества не все сваливать на неблагоприятные общественные условия времени. С болью, но беспощадно и правдиво изображает она жизнь тех неудачников, которые ничего толком сделать не умеют, а между тем все свои невзгоды сваливают на то, что они «носители идеалов» и потому не преуспевают. Фальшивый пафос этого неврастенического фразерства Крандиевская схватывает с большой художественной тонкостью. Характерна также для безвременья 1880-х и 1890-х годов отмеченная Крандиевской трагедия столкновений между служением общественным интересам и жаждой личного счастья («Счастливые»).
После смерти мужа (1928) Крандиевская отойдя от литературной деятельности, жила в доме А. Н. Толстого, женатого на её дочери.